# خیابان بی

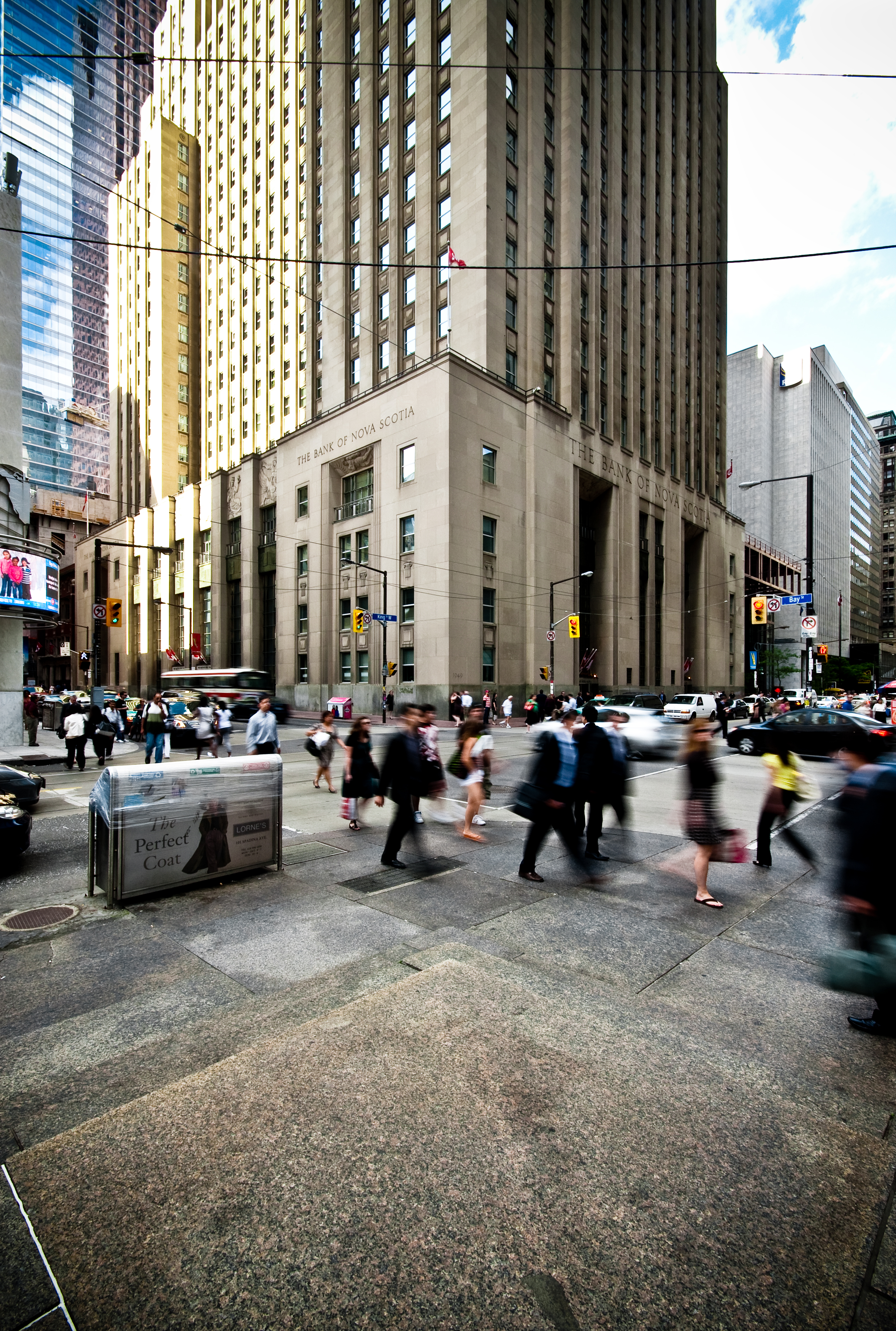
تقاطع خیابان بِی و کینگ به عنوان قلب اقتصاد کانادا شناخته می‌شود.

خیابان بی نام خیابانی اصلی در مرکز شهر تورنتو کانادا است. این خیابان، مرکزِ منطقه مالی تورنتو است و معمولاً در اصطلاح، در اشاره به صنعت مالی کانادا از آن یاد می‌شود. (مانند وال استریت در ایالات متحده). قبل از دهه ۷۰ میلادی، این اشاره به خیابان جیمز در مونترال اطلاق می‌شد.
بِی استیریت از جنوب از  خیابان کوئین (تورنتو) آغاز شده و از شمال تا خیابان داوِنپورت ادامه می‌یابد.
«بانکدار بِی استیریت» چنانچه در اصطلاحِ «سرد، مثل بانکدارِ بِی استیریت» به کار برده می‌شود، اشاره دارد بر باور کشاورزانی که باور داشتند بهره‌های بانکی که در ازای دریافت وام از بانک زندگی شان را نابود خواهد کرد.